# Droga krajowa B450 (Niemcy)
Droga krajowa 450 (niem. Bundesstraße 450) – niemiecka droga krajowa przebiegająca na osi północ - południe z Bad Arolsen do Fritzlar i stanowi połączenie B252 z B 253 w północnej Hesji.